# Drottning Sophia (målning)
Drottning Sophia, oljemålning av Anders Zorn från 1909, föreställande Sveriges drottning Sofia, Oscar II:s gemål. Storlek 133x96 cm. Zorn utförde även en etsning efter målningen Drottning Sophia, etsningen är dock spegelvänd mot målningen. Etsningen utfördes i Zorns ateljé i Stockholm 1909. 
Målningen hänger i salongen på Prins Eugens Waldemarsudde.